# خط طول 11° شرق
خط طول 11° شرق هو أحد خطوط الطول الجغرافية، والتي تمتد من القطب الشمالي الجغرافي إلى القطب الجنوبي الجغرافي، وحسب التحويل الزمني يتقدم خط طول 11° شرق عن خط غرينتش بـ44 دقيقة.

## من القطب إلى القطب
ينطلق خط طول 11° شرق من القطب الشمالي نحو القطب الجنوبي مرورا بالمناطق التي ترد في الجدول التالي:
| الإحداثيات                         | البلد أو الإقليم أو البحر | ملاحظات                                                                    |
| ---------------------------------- | ------------------------- | -------------------------------------------------------------------------- |
| 90°0′N 11°0′E / 90.000°N 11.000°E  | المحيط المتجمد الشمالي    |                                                                            |
| 79°45′N 11°0′E / 79.750°N 11.000°E | النرويج                   | جزر سبيتسبرغن و Prince Charles Foreland, سفالبارد                          |
| 78°30′N 11°0′E / 78.500°N 11.000°E | المحيط الأطلسي            |                                                                            |
| 64°57′N 11°0′E / 64.950°N 11.000°E | النرويج                   | Entering في Vikna in نور تروندلاغ. Exiting في Kirkeøy in أوستفولد.         |
| 58°57′N 11°0′E / 58.950°N 11.000°E | السويد                    | Koster Islands                                                             |
| 58°52′N 11°0′E / 58.867°N 11.000°E | سكاغيراك                  |                                                                            |
| 57°48′N 11°0′E / 57.800°N 11.000°E | كاتيغات                   |                                                                            |
| 57°18′N 11°0′E / 57.300°N 11.000°E | الدنمارك                  | جزيرة Læsø                                                                 |
| 57°12′N 11°0′E / 57.200°N 11.000°E | كاتيغات                   | مرورا بشرق Grenå, يوتلاند, الدنمارك                                        |
| 55°45′N 11°0′E / 55.750°N 11.000°E | الدنمارك                  | جزيرة زيلاند                                                               |
| 55°35′N 11°0′E / 55.583°N 11.000°E | الحزام الكبير             | Crossing the جسر ستوربيلت                                                  |
| 55°8′N 11°0′E / 55.133°N 11.000°E  | Smålandsfarvandet         |                                                                            |
| 54°49′N 11°0′E / 54.817°N 11.000°E | الدنمارك                  | جزيرة لولاند                                                               |
| 54°46′N 11°0′E / 54.767°N 11.000°E | Bay of Kiel               |                                                                            |
| 54°23′N 11°0′E / 54.383°N 11.000°E | ألمانيا                   | فاغريا                                                                     |
| 54°9′N 11°0′E / 54.150°N 11.000°E  | Bay of Lübeck             |                                                                            |
| 53°59′N 11°0′E / 53.983°N 11.000°E | ألمانيا                   |                                                                            |
| 47°24′N 11°0′E / 47.400°N 11.000°E | النمسا                    |                                                                            |
| 46°46′N 11°0′E / 46.767°N 11.000°E | إيطاليا                   |                                                                            |
| 42°41′N 11°0′E / 42.683°N 11.000°E | البحر الأبيض المتوسط      | Passing between إيزولا ديل جيجليو و the مونتي ارجنتاريو peninsula, إيطاليا |
| 37°4′N 11°0′E / 37.067°N 11.000°E  | تونس                      | الرأس الطيب peninsula                                                      |
| 36°45′N 11°0′E / 36.750°N 11.000°E | البحر الأبيض المتوسط      | خليج الحمامات                                                              |
| 35°39′N 11°0′E / 35.650°N 11.000°E | تونس                      |                                                                            |
| 35°1′N 11°0′E / 35.017°N 11.000°E  | البحر الأبيض المتوسط      |                                                                            |
| 34°41′N 11°0′E / 34.683°N 11.000°E | تونس                      | قرقنة                                                                      |
| 34°39′N 11°0′E / 34.650°N 11.000°E | البحر الأبيض المتوسط      | خليج قابس                                                                  |
| 33°51′N 11°0′E / 33.850°N 11.000°E | تونس                      | جزيرة جربة و the mainland                                                  |
| 32°12′N 11°0′E / 32.200°N 11.000°E | ليبيا                     |                                                                            |
| 24°28′N 11°0′E / 24.467°N 11.000°E | الجزائر                   |                                                                            |
| 22°58′N 11°0′E / 22.967°N 11.000°E | النيجر                    |                                                                            |
| 13°22′N 11°0′E / 13.367°N 11.000°E | نيجيريا                   |                                                                            |
| 6°41′N 11°0′E / 6.683°N 11.000°E   | الكاميرون                 |                                                                            |
| 2°10′N 11°0′E / 2.167°N 11.000°E   | غينيا الاستوائية          |                                                                            |
| 1°0′N 11°0′E / 1.000°N 11.000°E    | الغابون                   |                                                                            |
| 3°46′S 11°0′E / 3.767°S 11.000°E   | المحيط الأطلسي            |                                                                            |
| 60°0′S 11°0′E / 60.000°S 11.000°E  | المحيط الجنوبي            |                                                                            |
| 69°53′S 11°0′E / 69.883°S 11.000°E | القارة القطبية الجنوبية   | أرض الملكة مود, المطالب الإقليمية بالقارة القطبية الجنوبية by النرويج      |